# Parti nationaliste péruvien
Le Parti nationaliste péruvien (PNP), est un parti politique péruvien de centre gauche dirigé par Ollanta Humala. Il défend une idéologie nationaliste partageant des liens étroits avec l'ethnocacérisme, le souverainisme, le socialisme et le bolivarisme.
En 2006, le PNP s'allie à l'Union pour le Pérou (UPP) et remporte le premier tour de l'élection présidentielle avec un peu plus de 30 % des voix. Il sera battu au second tour par Alan García, malgré le soutien des populations rurales et urbaines marginalisées. Avec 26 parlementaires, le PNP est la deuxième force législative du pays derrière l'APRA. Il se présente d'ailleurs comme le principal représentant de l'opposition.
En vue de l’élection présidentielle de 2011, le PNP constitue une coalition intitulée Gana Perú, qui arrive en tête au premier tour avec 31,5 % des suffrages. Au second tour, Gana Perú remporte 51,4 % des suffrages. Son président, Ollanta Humala, est élu président de la République.

## Historique
Le Parti nationaliste péruvien a été fondé le 10 décembre 2005 par Ollanta Humala et sa femme Nadine Heredia.
Le Parti nationaliste péruvien (PNP) a été créé dans un premier temps afin de faire contrepoids aux partis traditionnels.
L'excellent score à l’élection présidentielle de son président Ollanta Humala, descendant d'une grande lignée de seigneurs Indiens, permet au PNP de s'inscrire dans une ligne d'opposition à la politique du président Alan Garcia.
Ollanta Humala a été battu de très peu au 2e tour de la présidentielle et le PNP a obtenu le plus grand nombre de députés au Parlement Péruvien, ne détenant toutefois seul pas la majorité.
Lors des élections de 2011, l'alliance électorale Gana Perú, formée principalement du Parti nationaliste péruvien, obtient le nombre le plus élevé de suffrages, tant pour la présidentielle que pour les législatives. Au deuxième tour de l’élection présidentielle, face à Keiko Fujimori, le leader du PNP, Ollanta Humala, a été élu Président de la République. Avec 47 des 130 sièges à l'Assemblée, il ne dispose cependant pas d'une majorité absolue.

## Idéologie politique
L'idéologie du Parti nationaliste péruvien trouve ses racines dans le courant nationaliste militaire latinoaméricain. Le PNP partage notamment certaines ressemblances avec la plate-forme idéologique défendue par Hugo Chávez, et adhère d'ailleurs au projet d'intégration bolivarienne du président vénézuélien. Le PNP reste néanmoins davantage associé au mouvement ethno-cacériste.
Ce courant nationaliste à caractère ethno-nationaliste de la région andine est né dans les années 1980, fondé majoritairement par la famille Humala. L'idéologie ethno-cacériste voue un culte à certains personnages historiques péruviens, notamment au Général d'ascendance indigène Andrés Avelino Cáceres, héros de la Guerre du Pacifique (1879-1883) et ex-président péruvien (1886-1890). Il est l'homme qui a organisé la résistance à l'occupation chilienne par la mise en place de guérillas paysannes. Le régime réformiste du général Juan Velasco Alvarado (1968-1975), qui est le premier à avoir pris en compte et valoriser la diversité ethnique péruvienne, est également une source d'inspiration pour les ethno-cacéristes.
Ce mouvement exploite le clivage ethnique, très marqué au Pérou, liant la vision nationaliste à la question autochtone. Il considère que les conflits sociaux ne se basent pas sur des divergences de classes sociales, mais sur la base de l'ethnie. Alors qu'il n'existe pas de partis indigènes au Pérou, le PNP, bien qu'ils ne maintiennent aucun lien avec les organisations indigènes, vise à promouvoir la présence ethnique dans ce pays tout en valorisant les richesses de son territoire. Son projet national s'affirme donc à travers une relecture indo-américaine du marxisme selon laquelle le facteur ethnique est une force radicale de réorganisation sociale. Ce discours ethnique a l'avantage d’être plus facilement identifiable  que le facteur classiste par une population qui subit une discrimination continue du fait de son appartenance indigène.
Ollanta Humala et le PNP rejettent les aspects les plus radicaux, ouvertement racistes et xénophobes, de l'idéologie ethnocacériste. En nuançant certains points, ils visent ainsi à présenter une position plus mesurée et conciliatrice, davantage adaptée à la lutte électorale. Son programme vise ainsi à nationaliser les ressources stratégiques, à renégocier certains contrats signés avec des firmes étrangères et à réviser le traité de libre échange signé avec les États-Unis. Il repose sur le respect du multiculturalisme péruvien et promeut le retour à la Constitution de 1979.